# Río Suchiate
El río Suchiate es un río que marca la parte occidental de la frontera entre Guatemala y México. Nace en una altitud de 3000 m s. n. m. en las faldas surorientales del volcán Tacaná en el departamento de San Marcos y discurre en dirección sursudoeste hasta desembocar en el océano Pacífico. Los últimos 75 km del río forman la frontera entre Guatemala y México.
La cuenca del río Suchiate tiene una superficie de 1064 km² en territorio guatemalteco y 336 km² en territorio mexicano. 
El nombre «Suchiate» es derivado de las palabras náhuatl "Xochi atl", que quiere decir "agua de flores". El yacimiento arqueológico precolombino de Izapa se encuentra en las cercanías del río.
Los puentes que cruzan el Suchiate son el puente internacional de Talismán, entre las ciudades de Talismán y El Carmen, y el puente Dr. Rodolfo Robles, entre Ciudad Hidalgo y Ciudad Tecún Umán (municipio de Ayutla). Ambos puntos fronterizos se han convertido en importantes lugares de paso para un número creciente de migrantes latinoamericanos buscando un futuro mejor en México y los Estados Unidos.